# Klammeraffen

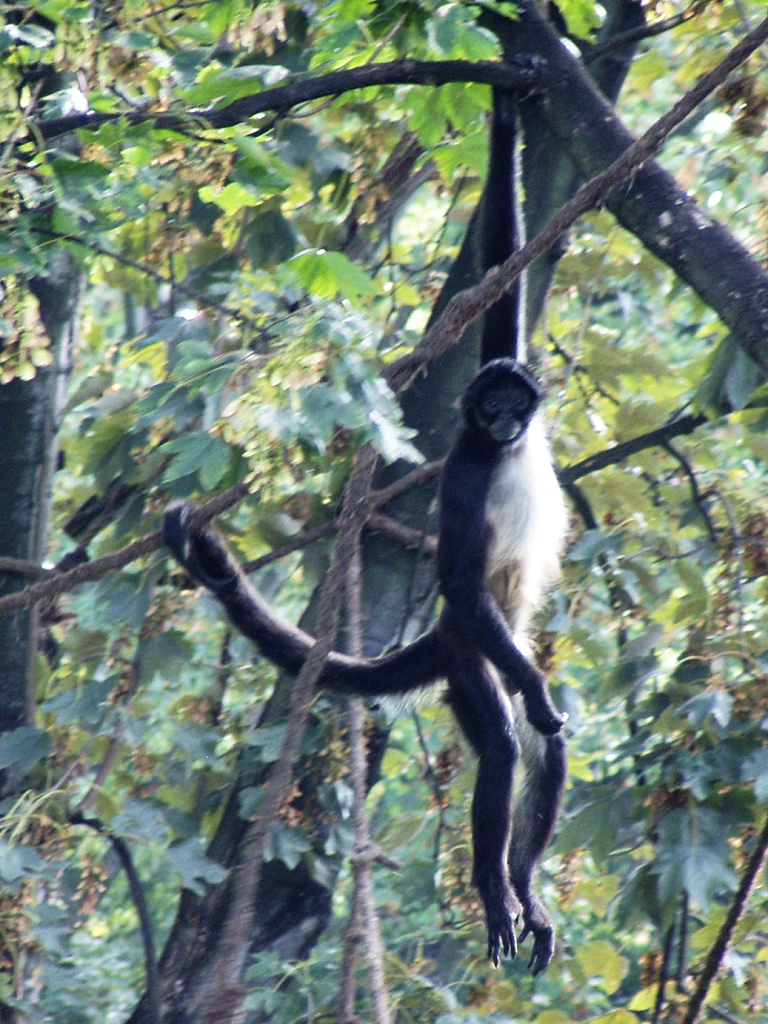
Geoffroy-Klammeraffe (Ateles geoffroyi)

Die Klammeraffen (Ateles) sind eine Gattung aus der Primatenfamilie der Klammerschwanzaffen (Atelidae) innerhalb der Neuweltaffen. Diese Tiere sind mit ihren langen Greifschwänzen und ihren langen Gliedmaßen an eine baumbewohnende Lebensweise angepasst. Die Gattung umfasst sieben Arten, die in Mittel- und Südamerika leben. Auf Englisch heißen sie spider monkeys, allerdings bezeichnet Spinnenaffen im Deutschen eine andere Primatengattung.

## Beschreibung
Das Fell der Klammeraffen ist kurz und rau, seine Färbung variiert je nach Art und Alter von gelbgrau über braun bis schwarz, die Unterseite ist meist heller. Das haarlose Gesicht ist meist schwarz, manchmal auch rötlich, gefärbt. Ihr Körperbau ist schlank, der Schwanz ist länger als der Körper, er ist außerordentlich beweglich und wird als Greifschwanz verwendet, wozu auch die haarlose Unterseite der Schwanzspitze dient. Mit ihren langen Gliedmaßen sind sie perfekt an die hangelnde Lebensweise angepasst, die Hände sind hakenförmig, die Daumen zurückgebildet. Sie erreichen eine Kopfrumpflänge von 38 bis 63 Zentimetern, der Schwanz wird 50 bis 90 Zentimeter lang. Das Gewicht beträgt 7 bis 9 Kilogramm, manchmal auch bis zu 11 Kilogramm. Der Geschlechtsdimorphismus hinsichtlich der Größe ist nur schwach ausgeprägt.

## Verbreitung
Klammeraffen haben ein großes Verbreitungsgebiet, es reicht vom südlichen Mexiko bis nach Bolivien und ins mittlere Brasilien. Ihr Lebensraum sind Wälder, wobei sie sich meist in tiefer gelegenen tropischen Regenwäldern aufhalten.

## Lebensweise und Ernährung
Klammeraffen sind tagaktive Baumbewohner, die sich meist in der oberen Kronenschicht aufhalten. Sie bewegen sich geschwind und agil durch das Geäst, entweder vierbeinig oder schwinghangelnd, dabei verwenden sie den Schwanz als fünfte Gliedmaße. Sie können an einer Hand, einem Fuß oder auch am Schwanz längere Zeit hängen. Auf den Boden allerdings kommen sie selten. Man sagt, dass nur Gibbons die Klammeraffen an Akrobatik in den Bäumen übertreffen. Sie können aber auch auf Ästen balancieren und Gegenstände mit ihrem Schwanz aufheben. Am Morgen begeben sie sich auf Nahrungssuche, um den Rest des Tages ruhend zu verbringen.
Klammeraffen leben in Gruppen zusammen, wobei das Gruppenverhalten sehr variabel ist. Gruppen umfassen meist 12 bis 35 Tiere, sie teilen sich jedoch oft zur Nahrungssuche in rund zwei- bis fünf-köpfige Untergruppen auf. Die Gruppengröße dürfte aber generell von der Fruchtbarkeit des Lebensraumes abhängen. Mit langen lauten Schreien, die von den Männchen ausgestoßen werden, verständigen sich die geteilten Untergruppen untereinander. Innerhalb einer Gruppe spielt die Kommunikation durch Gesichtsausdrücke und die gegenseitige Fellpflege eine wichtige Rolle.
Die Hauptnahrung der Klammeraffen sind Früchte (rund 80–89 %), daneben nehmen sie auch Blätter und anderes Pflanzenmaterial zu sich.

## Fortpflanzung
Klammeraffen haben eine sehr niedrige Fortpflanzungsrate. So bringt das Weibchen nur alle zwei bis vier Jahre ein Jungtier zur Welt, wobei die Tragzeit rund 230 Tage beträgt. Das Jungtier wird mit 12 bis 15 Monaten entwöhnt und ist mit eineinhalb Jahren selbständig. Nach vier bis fünf Jahren wird es geschlechtsreif. Ein Exemplar in einem Zoo wurde 33 Jahre alt, in der freien Natur dürfte die Lebenserwartung geringer sein.

## Gefährdung
Wie die anderen Klammerschwanzaffen wurden und werden die Klammeraffen aufgrund ihres Fleisches bejagt. Eine weitere Bedrohung ist der Verlust des Lebensraumes durch Abholzung der Regenwälder. Da Klammeraffen meist nur in Primärwäldern vorkommen, reagieren sie sehr empfindlich auf menschliche Störungen. Alle sieben Arten zählen laut IUCN zu den gefährdeten Arten, zwei davon, der Braunkopf- und der Braune Klammeraffe sind laut IUCN „vom Aussterben bedroht“ (critically endangered).

## Systematik
Die Klammeraffen werden zur Familie der Klammerschwanzaffen gezählt, die allesamt durch ihren Greifschwanz charakterisiert sind. Nahe verwandt sind sie mit Woll- und Spinnenaffen.
Der wissenschaftliche Name ist aus der griechischen Vorsilbe a (nicht) und dem griechischen Wort teleios (komplett) gebildet und bezieht sich auf die rudimentären Daumen.

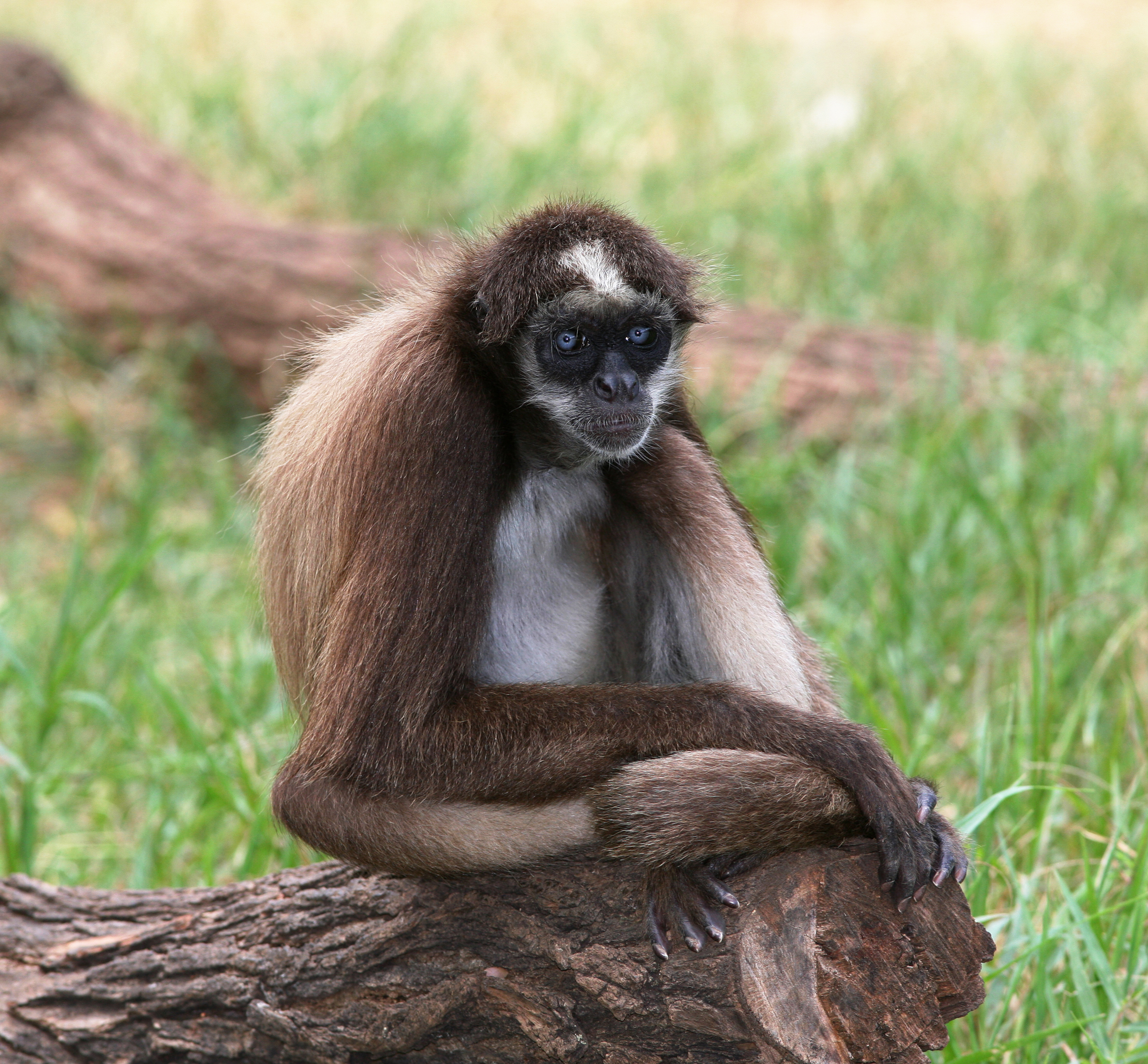
Brauner Klammeraffe (Ateles hybridus)

Es werden sieben Arten unterschieden:
- Der Weißstirnklammeraffe (Ateles belzebuth) weist bei manchen Tieren ein auffälliges weißes oder gelbbraunes Dreieck auf der Stirn auf.
- Der Schwarzgesichtklammeraffe (A. chamek) ist durch das schwarze Fell und das dunkle Gesicht charakterisiert.
- Der Braunkopfklammeraffe (A. fusciceps) ist in Panama und dem nordwestlichen Südamerika beheimatet. Nicht alle Tiere haben den namensgebenden braunen Kopf.
- Der Geoffroy-Klammeraffe (A. geoffroyi) hat das nördlichste Verbreitungsgebiet, er kommt vom südlichen Mexiko bis ins nördliche Kolumbien vor.
- Der Braune Klammeraffe (A. hybridus) bewohnt ein kleines Gebiet in Kolumbien und Venezuela.
- Der Weißwangenklammeraffe (A. marginatus) ist durch seine maskenartige Gesichtszeichnung gekennzeichnet, er lebt in Brasilien.
- Der Rotgesichtklammeraffe (A. paniscus) hat ein rotes Gesicht und ein schwarzes Fell. Er lebt im nordöstlichen Südamerika.